# Тарханкут (село)
Тарханку́т (крим. Tarhan Qut, з 1934 по 2023 роки — Кі́ровське) — село в Україні, у Кіровській сільській громаді Євпаторійського району Автономної Республіки Крим.

## Історія
У 2015 році село було внесено до переліку населених пунктів, які потрібно перейменувати згідно із законом «Про засудження комуністичного та націонал-соціалістичного (нацистського) тоталітарних режимів в Україні та заборону пропаганди їхньої символіки».
З 7 вересня 2023 року введена в дію постанова Верховної Ради України від 12 травня 2016 року № 1352-VIII, відповідно з якою село Кіровське перейменовано в село Тарханкут.
7 жовтня 2023 року, відповідно до Закону України від 23 серпня 2023 року № 3334-IX «Про внесення змін до деяких законодавчих актів України щодо вирішення окремих питань адміністративно-територіального устрою Автономної Республіки Крим», затверджені адміністративні центри та території територіальних громад району, в результаті якого ліквідований Чорноморський район, а село увійшло до складу новоутвореного Євпаторійського району.